# 氷川町立竜北中学校
氷川町立竜北中学校（ひかわちょうりつ りゅうほくちゅうがっこう）は、熊本県八代郡氷川町島地にある公立の中学校。

## 概要
歴史
1947年（昭和22年）の学制改革で創立した新制中学校3校（和鹿島・吉野・野津）が1949年（昭和24年）に統合の上、創立。現校名となったのは2005年（平成17年）。2024年（令和6年）に創立75周年を迎えた。
校章
1949年（昭和24年）制定。中央に「中」の文字を配している。
校歌
1949年（昭和24年）制定。
通学区域
- 氷川町立竜北西部小学校区
- 氷川町立竜北東小学校区

## 沿革
前史
- 1947年（昭和22年）4月 - 学制改革（六・三制の実施）により、以下の新制中学校3校が創立。
  - 「和鹿島村立和鹿島中学校」（和鹿島村立和鹿島小学校に併設）
  - 「吉野村立吉野中学校」（吉野村立吉野小学校[1]に併設）
  - 「野津村立野津中学校」（野津村立野津小学校[2]に併設）

正史・統合
- 1949年（昭和24年）
  - 4月1日 - 上記中学校3校を統合の上、「三村組合立竜北中学校」が創立。
  - 4月7日 - 開校式並びに入学式を挙行。校旗・校章を制定。
  - 5月 - PTAを結成。校舎（第1・2校舎）が完成。
- 1952年（昭和27年）3月 - 運動場を拡張。
- 1954年（昭和29年）4月1日 - 3村（和鹿島・吉野・野津）合併により、「竜北村立竜北中学校」と改称。校歌を制定。
- 1956年（昭和31年）11月 - 第3校舎（特別教室4）が完成。
- 1957年（昭和32年）9月 - 体育館が完成。
- 1961年（昭和36年）8月 - 新校舎（4教室）が完成。
- 1963年（昭和38年）10月 - センター方式での完全給食を開始。
- 1965年（昭和40年）11月 - 技術室が完成。
- 1966年（昭和41年）10月 - プールが完成。
- 1970年（昭和45年）
  - 10月 - 米飯給食を実施。第4校舎の一部を改築し、食堂が完成。
  - 11月 - スポーツクラブが発足。
- 1971年（昭和46年）2月 - 第1回立志式を挙行。
- 1972年（昭和47年）4月 - 特殊学級を設置。
- 1974年（昭和49年）4月1日 - 町制施行により、「竜北町立竜北中学校」と改称。
- 1977年（昭和52年）3月 - 新築校舎（第一期工事、特別教室棟）が完成。
- 1978年（昭和53年）
  - 1月 - 新築校舎（第二期工事、普通教室棟・管理棟）が完成。
  - 2月 - 新校舎入校式を挙行。
- 1979年（昭和54年）
  - 3月 - 新体育館が完成。
  - 11月 - 創立30周年を記念し、同窓会を結成。
- 1981年（昭和56年）4月 - 部活動振興会が発足。テニスコートが完成。
- 1984年（昭和59年）2月 - 楽焼窯場が完成。
- 1988年（昭和63年）10月 - 部室が完成。
- 1989年（平成元年）4月 - 校旗が寄贈される。
- 1990年（平成2年）1月 - 武道場が完成。
- 1992年（平成4年）3月 - 新プールが完成。
- 1995年（平成7年）8月 - 火災により、管理棟職員室東側の本棚の一部を焼失。
- 1999年（平成11年）3月28日 - 創立50周年記念式典を挙行。
- 2004年（平成16年）3月 - 卓球場兼集会所が完成。
- 2005年（平成17年）10月1日 - 2町（竜北・宮原）合併により、「氷川町立竜北中学校」（現校名）と改称。
- 2014年（平成26年）2月 - 体育館の耐震改修工事が完了。

## 交通アクセス
最寄りの鉄道駅
- JR九州 鹿児島本線 「有佐駅」

最寄りのバス停留所
- 九州産交バス「北鹿野」停留所

最寄りの幹線道路
- 熊本県道14号八代鏡宇土線

## 周辺
- 氷川町役場
- 氷川町文化センター
- 氷川町竜翔センター
- 氷川土地改良区
- 氷川町社会福祉協議会
- 氷川町学校給食共同調理場
- 竜北郵便局
- 八代警察署鹿島警察官駐在所
- 氷川町立竜北西部小学校